# Leptodactylodon ovatus
Leptodactylodon ovatus är en groddjursart som beskrevs av Andersson 1903. Leptodactylodon ovatus ingår i släktet Leptodactylodon och familjen Arthroleptidae. IUCN kategoriserar arten globalt som nära hotad. Inga underarter finns listade i Catalogue of Life.